# 民主镇 (岚皋县)
民主镇，是中华人民共和国陕西省安康市岚皋县下辖的一个乡镇级行政单位。
2015年，陕西省民政厅批复同意撤销铁炉镇，并入民主镇。

## 行政区划
民主镇下辖以下地区：
民主街社区、农田村、五一村、新喜村、马安村、榨溪村、太洪村、大兴村、三星村、枣树村、银盘村、枫树村、田湾村、八一村、国庆村、银米村、德胜村、狮子村、先进村、红星村、兰家坝村、柳林村、新风村、永红村、光荣村和庙坝村。